# Kanapoi
Kanapoi est un site fossilifère situé au sud-ouest du lac Turkana, dans la partie kényane du rift de Gregory, branche orientale de la vallée du Grand Rift. Les premiers fossiles sont découverts dans les années 1960 par une expédition sous l'égide de l'université Harvard et d'autres, plus tard, à l'occasion de campagnes menées par les Musées nationaux du Kenya.
Les fossiles de Kanapoi se trouvent dans des sédiments déposés sur les bords d'un lac et dans des rivières et des deltas il y a entre 3,4 et 4,2 millions d'années. Le site contient une large palette de fossiles de poissons, tortues, crocodiles, éléphants, girafes, rhinocéros, rongeurs, chevaux, hippopotames, cochons et de divers autres herbivores et carnivores, outre ceux de l'espèce Australopithecus anamensis, qui apparaît à Kanapoi entre 3,9 et 4,2 Ma. Ces derniers contribuent à illustrer le développement de la bipédie dans la lignée humaine à cette époque. Kanapoi est aussi un site archéologique.

## Historique des recherches
Le comte Sámuel Teleki von Szék et Ludwig von Höhnel sont les premiers Européens à atteindre le lac Turkana, en 1888. Ils l'appellent lac Rudolf, d'après le prénom du prince d'Autriche-Hongrie. Une expédition du naturaliste français Robert Du Bourg de Bozas révèle l'existence de nombreux fossiles de vertébrés autour du lac en 1902-1903, ce qui inspirera ultérieurement la mission scientifique de l'Omo, menée par Camille Arambourg dans les années 1930. Louis Leakey et les équipes qui seront à la base des Musées nationaux du Kenya explorent les dépôts fossilifères dans les années 1940 jusqu'à ce que les troubles qui éclatent après la Seconde Guerre mondiale interrompent les travaux.
À la suite des investigations de L.H. Robbins autour des berges sud du lac Turkana et dans la région, l'équipe de Bryan Patterson (en) de l'université Harvard mène plusieurs expéditions près des rivières Turkwel et Kerio, à Kanapoi, puis à Lothagam. Elles sont suivies de plusieurs autres, franco-américano-kényanes sous l'égide de l'International Omo Research Expedition (IORE) entre 1967 et 1976. Les efforts sont poursuivis à partir des années 1980, grâce aux Musées nationaux du Kenya et à Richard Leakey.
Les plus récents travaux sont dus à Meave Leakey et à de nombreux autres chercheurs de divers pays.

## Géologie

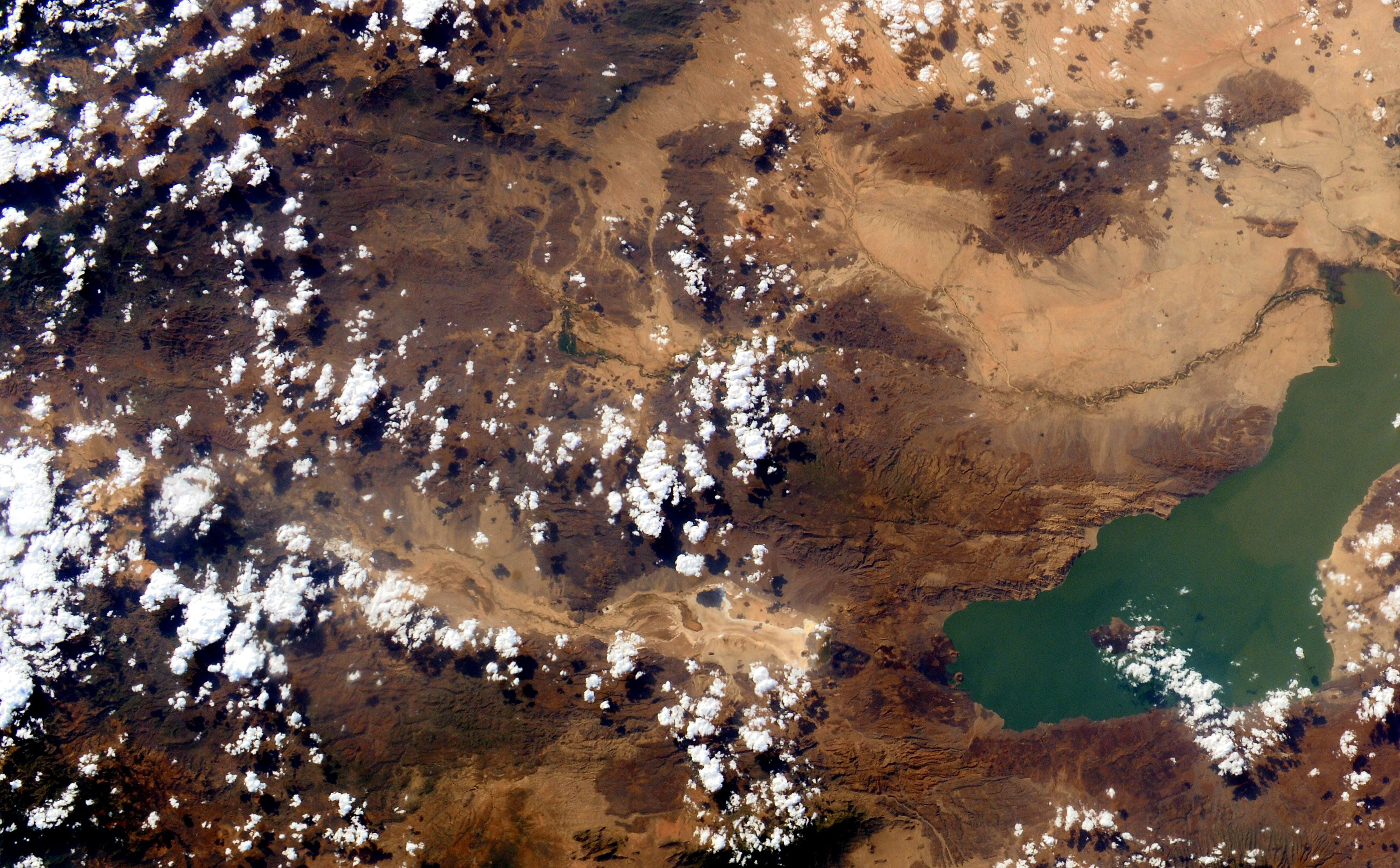
Kanapoi vu depuis l'espace.

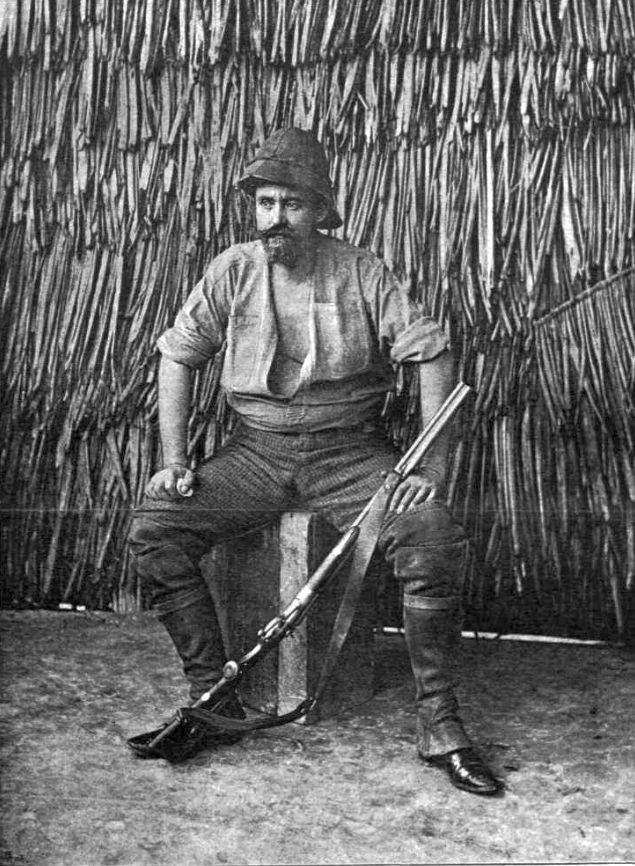
Le comte Sámuel Teleki, un des premiers Européens à atteindre Kanapoi.

La formation de Kanapoi est constituée de trois dépôts sédimentaires datant du début du Pliocène. Elle surmonte un socle basaltique montueux du Miocène-Pliocène. Beaucoup des dépôts les plus anciens sont visibles à la surface du fait de l'érosion et du creusement des couches plus récentes.
Le dépôt sédimentaire le plus ancien est fluvial, consistant en couches d'argile, grès, galets et pierres roulées par les eaux. On y trouve des mollusques, des ostracodes et des fragments de plantes carbonisés qui démontrent la succession de cours d'eau et de ruisseaux sinueux. La partie la plus basse présente une série de couches de cendres volcaniques,.
Le dépôt intermédiaire est lacustre ; il correspond à l'ancien lac Lonyuman dont on retrouve des traces à d'autres endroits du bassin du lac Turkana. On y trouve beaucoup d'ostracodes et de mollusques, plus particulièrement le gastéropode Bellamya. Les sédiments alternent entre argile et siltite ; les grains grossissent à mesure qu'on se rapproche de la couche la plus haute, jusqu'à former des sables à la frontière avec une couche de tuf volcanique.
Le dépôt supérieur, le plus récent, provient de lacs et de rivières ; on y trouve des amas d'Etheria elliptica, du grès et de gros graviers. Une couche d'argile verte, datant de 3,5 Ma, correspond sans doute à une période où l'endroit était recouvert par le lac Lokochot dont on retrouve des traces ailleurs dans le bassin du Turkana.